# Dani Vidal
Daniel Vidal Martínez (Puertomarín, 16 de mayo de 2000) es un futbolista español que juega como centrocampista en el CD Lugo de la Primera Federación.

## Trayectoria
Vidal nace en el municipio lucense de Puertomarín y se forma como futbolista en la cantera del CD Lugo. Asciende al filial en la temporada 2019-20 y debuta el 25 de agosto de 2019 en una derrota por 0-1 contra el Arosa SC en la ya extinta Tercera División.
Debuta con el primer equipo el 13 de septiembre de 2020, entrando como sustituto de Manu Barreiro en una derrota por 0-2 contra el CF Fuenlabrada en la Segunda División. El 5 de enero de 2022 se oficializa su cesión al Coruxo FC para jugar a un nivel superior al del filial lucense.

## Clubes
Actualizado al último partido disputado el 27 de agosto de 2024.
| Club      | País   | Año       | Partidos | Goles |
| --------- | ------ | --------- | -------- | ----- |
| CD Lugo   | España | 2024-act. | 1        | 0     |
| Coruxo FC | España | 2023-2024 | 34       | 1     |
| CD Lugo   | España | 2022-2023 | 3        | 0     |
| Coruxo FC | España | 2021-2022 | 19       | 0     |